# Secrétariat d'État aux migrations (Suisse)
Le Secrétariat d'État aux migrations (SEM, en allemand Staatsekretariat für Migrationen SEM, en italien Segreteria di Stato per le migrazioni SEM) est une autorité fédérale suisse.
Elle est responsable, au niveau fédéral, pour toutes les questions relatives aux étrangers (octroi de visa, interdiction d'entrée sur le territoire, naturalisation, etc.) et pour la reconnaissance des réfugiés (octroi et retrait de l'asile). Le SEM est subordonné au Département fédéral de justice et police.
Jusqu'au 31 décembre 2014, l'autorité s'appelle Office fédéral des migrations (ODM, en allemand Bundesamt für Migration BFM).

## Historique
Le prédécesseur du SEM, l'Office fédéral des migrations (ODM), est issu de la fusion entre l'Office fédéral de l'immigration, de l'intégration et de l'émigration (IMES) et de l'Office fédéral des réfugiés (ODR). Proposée par le conseiller fédéral Christoph Blocher, cette fusion est adoptée par le Conseil fédéral le 7 juin 2004.
Le 1er janvier 2015, l'ODM est renommé en Secrétariat d'État aux migrations, par décision du Conseil fédéral du 19 septembre 2014, au vu de l'« importance croissante de l’ODM, dont le domaine d’activité est de plus en plus vaste ».
En décembre 2022 la décision du SEM de renvoyer Ali Reza en Grèce alors que mineur il y a subi un viol et une agression violente pousse le jeune homme au suicide et provoque des manifestations à Genève contre les expulsions forcées,,,.[pertinence contestée]

## Organisation
Le SEM emploie près de 1 300 collaborateurs en 2020, pour un budget de  2 042,7 millions de francs en 2019.
Son chef porte le titre de secrétaire d'État,,.

### Secrétaire d'État
2022- : Christine Schraner Burgener (en),
2012 - 2021 : Mario Gattiker (de),